# Hållning
En god hållning, eller kroppshållning, är en ergonomisk positionering av människokroppen. 

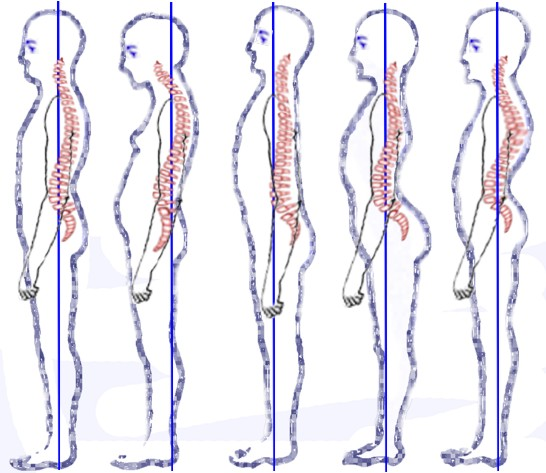
Hållning varierar mellan individer och kan tolkas som kroppsspråk.

En god hållning innebär att hakan är lätt tillbakadragen, att axlarna är placerade bakåt, att bröstet är öppet, samt att man har en lätt kurvatur i den mellersta delen av ryggen. En dålig hållning kännetecknas av att hakan pekar framåt eller nedåt, att axlarna är placerade i ett rundat läge framåt, att bröstet är hoptryckt, att kurvaturen i den mellersta delen av ryggen är stor, samt att ländryggen är platt.
Dålig hållning kan vara påfrestande för såväl muskler som ryggrad. Med tiden kan dessa påfrestningar förändra ryggradens struktur, vilket potentiellt sett kan leda till förträngningar av nerver och blodkärl, samt problem med diskar, leder och muskler. Även bröstkorgen påverkas ofta av dålig hållning då den fäster till ryggraden och kan försämra lungornas förmåga att fungera på ett effektivt sätt. Värk, stelhet och ökad andfåddhet är några exempel på symptom på de problem som dålig hållning kan medföra.